# Wyeomyia bourrouli
Wyeomyia bourrouli är en tvåvingeart som först beskrevs av Lutz 1905.  Wyeomyia bourrouli ingår i släktet Wyeomyia och familjen stickmyggor. Inga underarter finns listade i Catalogue of Life.